# Agrostis campyla
Agrostis campyla é uma espécie de gramínea do gênero Agrostis, pertencente à família Poaceae.